# Кулешовский заказник
Кулешовский заказник — памятник природы регионального значения Ростовской области, особо охраняемая природная территория. Находится на территории Азовского района.

## Местоположение
Организован Постановлением Администрации Ростовской области № 269 от 02.08.1999 года в Азовском районе (село Кулешовка). Площадь: 9800.0 га. Северная граница проходит от устья водоподающего канала АО «Рыбопитомник» строго на север до пересечения с фарватером реки Койсуг в месте ее впадения в реку Дон и далее по фарватеру реки Койсуг до устья ерика Чистодонка; восточная — по ерику Чистодонка в южном направлении до границы пахотных земель и до центра хозяйства Овощного; южная-от поселка Тимирязевского в западном направлении до пересечения с асфальтовой дорогой Высочино-Кулешовка;западная — от последней точки в северном направлении вдоль ЛЭП в сторону железнодорожного тоннеля и далее по прямой до автодороги Азов-Батайск-Ростов.
Имеются агроценозы, суходольные и затопляемые луга, болота, каналы, ерики. На пойменном участке выращивают преимущественно овощные культуры, на террасных участках располагаются зрелые лесополосы, поля, занятые пшеницей, подсолнечником и другими культурами. Имеется значительное количество населённых пунктов, ферм и строений человека.

## Фауна

##### Рыбы
Заказник включает реки Дон, Койсуг и большое количество крупных и мелких проток, ериков, озер (Лебяжье). Здесь находится выростное нерестовое рыбное хозяйство. В прудах разводят карпа, толстолобика и других рыб.

###### Птицы
Территория заказника является одним из богатых пернатым населением участков. Одной из причин этому является обилие водоёмов (действующие и заброшенные рыбоводные пруды, озёра, заболоченные участки). В заказнике размножаются чомга (150—200 гнезд), серощёкая поганка (20-30 гнезд), выпь (15), волчок (100—150), лебедь-шипун (10), серый гусь (10-15), кряква (200—300), болотный лунь (40-60), перепел (5-10) и другие.

###### Млекопитающие
Встречаются ёж белогрудый, обыкновенная бурозубка, малая белозубка, лисица, ласка. Количество кабана на июль 2004 года составляло 50 особей, зайца 60-80, ондатры — 200 особей. Периодически заходят косули, волки. Изредка на террасах (степном участке) отмечают степного хорька.